# Masparraute
Masparraute (tiếng Basque: Martxueta) là một xã thuộc tỉnh Pyrénées-Atlantiques trong vùng Nouvelle-Aquitaine miền tây nam nước Pháp.